# Vierville (Eure-et-Loir)
Vierville is een gemeente in het Franse departement Eure-et-Loir in de regio Centre-Val de Loire en telt 116 inwoners (2009). De plaats maakt deel uit van het arrondissement Chartres.

## Geografie
De oppervlakte van Vierville bedraagt 6,9 km², de bevolkingsdichtheid is dus 16,8 inwoners per km².
De onderstaande kaart toont de ligging van Vierville (Eure-et-Loir) met de belangrijkste infrastructuur en aangrenzende gemeenten.

## Demografie
Onderstaande figuur toont het verloop van het inwonertal (bron: INSEE-tellingen).